# The Road and the Radio
The Road and the Radio é um álbum de Kenny Chesney, lançado em 2005.